# Julius Binder
Pour les articles homonymes, voir Binder.
Julius Binder (né le 12 mai 1870 à Wurtzbourg, mort le 28 août 1939 à Göttingen) est un philosophe du droit allemand.

## Biographie
Après une thèse de droit à Wurtzbourg en 1894 et une habilitation en 1898, il devient professeur à Rostock (1900), Erlangen (1903), Würzburg (1913) et Göttingen (1919). Il est élu membre de l'Académie des sciences de Göttingen.
Après s'être penché sur la notion de droit chez Emmanuel Kant, il se fait critique de la philosophie du droit du néokantisme, particulièrement Rudolf Stammler. Dès les années 1920, Julius Binder représente, comme plus tard Karl Larenz (son élève), Gerhard Dulckeit (de) ou Walther Schönfeld, une approche néo-hégélienne de la philosophie du droit, appelée idéalisme objectif. Il s'oppose au positivisme juridique.
Comme Karl Larenz, Carl Schmitt ou Ernst Forsthoff, Binder ne se veut pas critique du système juridique nazi. Après le Machtergreifung, Binder signe avec d'autres professeurs de Göttingen tels que Max Pohlenz (de), Ludwig Prandtl, Hermann Thiersch, Hugo Willrich (de) ou Hermann Kees, une tribune dans le Göttinger Tageblatt (de) appelant à voter pour le DNVP. Le 5 avril 1933, Binder s'inscrit au NSDAP. Il est alors membre de l'Académie du droit allemand dirigée par Hans Frank.
Après la Seconde Guerre mondiale, Der deutsche Volksstaat, publié en 1934, est interdit en zone d'occupation soviétique, ainsi que, plus en tard en RDA, Der 28. Juni und die Kriegsschuldfrage, publié en 1929.

## Œuvre (sélection)
- Das Problem der Juristischen Persönlichkeit (1907).
- Rechtsbegriff und Rechtsidee, Leipzig 1915.
- Philosophie der Rechts, Berlin 1925.
- Grundlegung zur Rechtsphilosophie, Tübingen 1935.
- System der Rechtsphilosophie, Berlin 1937.

## Source de la traduction
- (de) Cet article est partiellement ou en totalité issu de l’article de Wikipédia en allemand intitulé « Julius Binder (Philosoph) » (voir la liste des auteurs).